# South Western Main Line
| Britische Baureihe 442 Wessex Electric im Bahnhof Ashurst New Forest |                                                    |                                                       |                                                       |
| |                                                    |                                                       |                                                       |
| Streckenlänge: | 229,8 km                                           |                                                       |                                                       |
| Spurweite: | 1435 mm (Normalspur)                               |                                                       |                                                       |
| Stromsystem: | 750 V Gleichspannung mit seitlicher Stromschiene = |                                                       |                                                       |
| Streckengeschwindigkeit: | 160 km/h                                           |                                                       |                                                       |
| |                                                    |                                                       |                                                       |
| \| \| \| South Eastern Main Line aus Dover Priory \| \| \| \| \| London Bridge \| \| \| \| \| London Cannon Street \| \| \| \| \| London Waterloo East \| \| \| \| \| South Eastern Main Line nach London Charing Cross \| \| \| \| \| Verbindungsgleis Waterloo East – Waterloo \| \| \| \| \| ex-BR und heutige LU-Strecke nach Bank \| \| \| \| \| London Waterloo \| \| \| \| \| Waterloo International 1994–2007 \| \| \| \| \| London Vauxhall \| \| \| \| \| London Nine Elms Terminus 1838–1848 \| \| \| \| \| zur South London Line für Eurostar \| \| \| \| \| South London Line/BML, London/Brixton – Lewisham \| \| \| \| \| London Queenstown Road (Battersea) \| \| \| \| \| Brighton Main Line London Victoria–Brighton \| \| \| \| \| London Overground/South London Line aus Brixton \| \| \| \| \| West London Line von/nach Willesden Junction \| \| \| \| \| London Clapham Junction \| \| \| \| \| nach Windsor/Reading \| \| \| \| \| Wandsworth Common 1838–1863 \| \| \| \| \| Earlsfield \| \| \| \| \| Sutton Loop aus London Blackfriars, Thameslink \| \| \| \| \| London Wimbledon \| \| \| \| \| Sutton Loop nach London Blackfriars, Thameslink \| \| \| \| \| Raynes Park \| \| \| \| \| nach Chessington South, Guildford \| \| \| \| \| New Malden \| \| \| \| \| nach Kingston-upon-Thames \| \| \| \| \| Berrylands \| \| \| \| \| Kingston (alter Bahnhof) \| \| \| \| \| Surbiton \| \| \| \| \| nach Hampton Court/Guildford \| \| \| \| \| Esher \| \| \| \| \| Hersham \| \| \| \| \| Walton-on-Thames \| \| \| \| \| Weybridge \| \| \| \| \| von/nach Chertsey \| \| \| \| \| Byfleet & New Haw \| \| \| \| \| Byfleet West \| \| \| \| \| Woking \| \| \| \| \| Portsmouth Direct Line nach Portsmouth Harbour \| \| \| \| \| Brookwood \| \| \| \| \| nach Alton \| \| \| \| \| nach Ascot \| \| \| \| \| Bahnstrecke Ascot – Guildford \| \| \| \| \| aus Ascot \| \| \| \| \| nach Reading (GWML) \| \| \| \| \| North Downs Line Reading – Gatwick Airport \| \| \| \| \| Farnborough (Main) \| \| \| \| \| Fleet \| \| \| \| \| Winchfield \| \| \| \| \| Hook \| \| \| \| \| Brücke über den Loddon \| \| \| \| \| aus Reading \| \| \| \| \| Basingstoke \| \| \| \| \| West of England Main Line nach Exeter – Plymouth \| \| \| \| \| Litchfield Tunnel, 181 m \| \| \| \| \| Popham Tunnel I, 242 m \| \| \| \| \| Popham Tunnel II, 182 m \| \| \| \| \| Micheldever \| \| \| \| \| Winchester \| \| \| \| \| Shawford \| \| \| \| \| aus Romsey \| \| \| \| \| Fareham \| \| \| \| \| Eastway to Fareham Line nach Fareham (WCL/Portsmouth) \| \| \| \| \| Southampton Airport Parkway \| \| \| \| \| Swaythling \| \| \| \| \| West Coastway Line aus Brighton/Portsmouth \| \| \| \| \| St. Denys \| \| \| \| \| \| \| \| \| \| \| \| \| \| \| Northam \| \| \| \| \| Southampton Terminus \| \| \| \| \| Southampton Docks \| \| \| \| \| Civic Centre Tunnel \| \| \| \| \| Southampton Central \| \| \| \| \| Southampton Western Docks \| \| \| \| \| \| \| \| \| \| Southampton Containerterminal \| \| \| \| \| \| \| \| \| \| Redbridge \| \| \| \| \| Wessex Main Line nach Romsey – Salisbury – Yeovil \| \| \| \| \| Brücke über den Test \| \| \| \| \| Totton \| \| \| \| \| Bahnstrecke Totton–Fawley (Waterside Line) \| \| \| \| \| Ashurst New Forest \| \| \| \| \| Beaulieu Road \| \| \| \| \| Brockenhurst \| \| \| \| \| \| \| \| \| \| Battramsley \| \| \| \| \| Boldre \| \| \| \| \| Buckland \| \| \| \| \| Lymington \| \| \| \| \| Lymington Bay \| \| \| \| \| Lymington Pier \| \| \| \| \| Sway \| \| \| \| \| New Milton \| \| \| \| \| Hinton Admiral \| \| \| \| \| Christchurch \| \| \| \| \| Bournemouth Pokesdown \| \| \| \| \| Bournemouth Boscombe 1897–1965 \| \| \| \| \| Bournemouth \| \| \| \| \| Bournemouth Meyrick Park 1906–1917 \| \| \| \| \| Bournemouth West 1874–1965 \| \| \| \| \| Bournemouth Depot \| \| \| \| \| \| \| \| \| \| Poole Branksome \| \| \| \| \| Poole Parkstone \| \| \| \| \| Poole \| \| \| \| \| Hamtworthy \| \| \| \| \| Holton Heath \| \| \| \| \| Wareham \| \| \| \| \| zum Furzebrook Ölterminal und nach Swanage \| \| \| \| \| Wool \| \| \| \| \| Moreton \| \| \| \| \| Dorchester South \| \| \| \| \| Great Western Line aus Yeovil \| \| \| \| \| Dorchester West \| \| \| \| \| Dorchester Junction \| \| \| \| \| Winterborne Monkton & Came 1905–1957 \| \| \| \| \| Bincombe Tunnel \| \| \| \| \| Upwey Wishing Well 1905–1957 \| \| \| \| \| Upwey (alter Bahnhof) 1871–1886 \| \| \| \| \| Upwey (neuer Bahnhof) \| \| \| \| \| Radipole 1905–1984 \| \| \| \| \| Weymouth \| \| |                                                    |                                                       |                                                       |
| Strecke |                                                    | South Eastern Main Line aus Dover Priory              | South Eastern Main Line aus Dover Priory              |
| Bahnhof |                                                    | London Bridge                                         | London Bridge                                         |
| Kopfbahnhof Streckenanfang und quer · Abzweig geradeaus, nach rechts und von rechts |                                                    | London Cannon Street                                  | London Cannon Street                                  |
| Bahnhof |                                                    | London Waterloo East                                  | London Waterloo East                                  |
| Abzweig ehemals geradeaus und nach rechts |                                                    | South Eastern Main Line nach London Charing Cross     | South Eastern Main Line nach London Charing Cross     |
| Strecke (außer Betrieb) |                                                    | Verbindungsgleis Waterloo East – Waterloo             | Verbindungsgleis Waterloo East – Waterloo             |
| Strecke von rechts (außer Betrieb) (im Tunnel) · Strecke (außer Betrieb) |                                                    | ex-BR und heutige LU-Strecke nach Bank                | ex-BR und heutige LU-Strecke nach Bank                |
| Kopfbahnhof Streckenende (Strecke außer Betrieb) (im Tunnel) · Kopfbahnhof Strecke bis hier außer Betrieb |                                                    | London Waterloo                                       | London Waterloo                                       |
| Kopfbahnhof Streckenanfang und quer (Strecke außer Betrieb) · Abzweig geradeaus und ehemals von rechts |                                                    | Waterloo International 1994–2007                      | Waterloo International 1994–2007                      |
| Bahnhof |                                                    | London Vauxhall                                       | London Vauxhall                                       |
| Kopfbahnhof Streckenanfang und quer (Strecke außer Betrieb) · Abzweig geradeaus und ehemals von rechts |                                                    | London Nine Elms Terminus 1838–1848                   | London Nine Elms Terminus 1838–1848                   |
| Abzweig geradeaus und ehemals nach links |                                                    | zur South London Line für Eurostar                    | zur South London Line für Eurostar                    |
| Abzweig quer und von rechts · Kreuzung geradeaus unten |                                                    | South London Line/BML, London/Brixton – Lewisham      | South London Line/BML, London/Brixton – Lewisham      |
| Strecke · Bahnhof |                                                    | London Queenstown Road (Battersea)                    | London Queenstown Road (Battersea)                    |
| Strecke nach links · Kreuzung geradeaus unten |                                                    | Brighton Main Line London Victoria–Brighton           | Brighton Main Line London Victoria–Brighton           |
| Abzweig geradeaus und von links |                                                    | London Overground/South London Line aus Brixton       | London Overground/South London Line aus Brixton       |
| Abzweig geradeaus, nach rechts und von rechts |                                                    | West London Line von/nach Willesden Junction          | West London Line von/nach Willesden Junction          |
| Bahnhof |                                                    | London Clapham Junction                               | London Clapham Junction                               |
| Abzweig geradeaus und nach rechts |                                                    | nach Windsor/Reading                                  | nach Windsor/Reading                                  |
| ehemaliger Haltepunkt / Haltestelle |                                                    | Wandsworth Common 1838–1863                           | Wandsworth Common 1838–1863                           |
| Haltepunkt / Haltestelle |                                                    | Earlsfield                                            | Earlsfield                                            |
| Abzweig geradeaus und von links |                                                    | Sutton Loop aus London Blackfriars, Thameslink        | Sutton Loop aus London Blackfriars, Thameslink        |
| Bahnhof |                                                    | London Wimbledon                                      | London Wimbledon                                      |
| Abzweig geradeaus und nach links |                                                    | Sutton Loop nach London Blackfriars, Thameslink       | Sutton Loop nach London Blackfriars, Thameslink       |
| Haltepunkt / Haltestelle |                                                    | Raynes Park                                           | Raynes Park                                           |
| Abzweig geradeaus und nach links |                                                    | nach Chessington South, Guildford                     | nach Chessington South, Guildford                     |
| Haltepunkt / Haltestelle |                                                    | New Malden                                            | New Malden                                            |
| Abzweig geradeaus und nach rechts |                                                    | nach Kingston-upon-Thames                             | nach Kingston-upon-Thames                             |
| Haltepunkt / Haltestelle |                                                    | Berrylands                                            | Berrylands                                            |
| ehemaliger Haltepunkt / Haltestelle |                                                    | Kingston (alter Bahnhof)                              | Kingston (alter Bahnhof)                              |
| Bahnhof |                                                    | Surbiton                                              | Surbiton                                              |
| Abzweig geradeaus, nach links und nach rechts |                                                    | nach Hampton Court/Guildford                          | nach Hampton Court/Guildford                          |
| Haltepunkt / Haltestelle |                                                    | Esher                                                 | Esher                                                 |
| Haltepunkt / Haltestelle |                                                    | Hersham                                               | Hersham                                               |
| Haltepunkt / Haltestelle |                                                    | Walton-on-Thames                                      | Walton-on-Thames                                      |
| Haltepunkt / Haltestelle |                                                    | Weybridge                                             | Weybridge                                             |
| Abzweig geradeaus, nach rechts und von rechts |                                                    | von/nach Chertsey                                     | von/nach Chertsey                                     |
| Haltepunkt / Haltestelle |                                                    | Byfleet & New Haw                                     | Byfleet & New Haw                                     |
| Haltepunkt / Haltestelle |                                                    | Byfleet West                                          | Byfleet West                                          |
| Bahnhof |                                                    | Woking                                                | Woking                                                |
| Abzweig geradeaus und nach links |                                                    | Portsmouth Direct Line nach Portsmouth Harbour        | Portsmouth Direct Line nach Portsmouth Harbour        |
| Haltepunkt / Haltestelle |                                                    | Brookwood                                             | Brookwood                                             |
| Abzweig geradeaus und nach links |                                                    | nach Alton                                            | nach Alton                                            |
| Abzweig geradeaus und ehemals nach rechts |                                                    | nach Ascot                                            | nach Ascot                                            |
| Kreuzung geradeaus oben |                                                    | Bahnstrecke Ascot – Guildford                         | Bahnstrecke Ascot – Guildford                         |
| Abzweig geradeaus und ehemals von rechts |                                                    | aus Ascot                                             | aus Ascot                                             |
| Abzweig geradeaus und ehemals nach rechts |                                                    | nach Reading (GWML)                                   | nach Reading (GWML)                                   |
| Kreuzung geradeaus oben |                                                    | North Downs Line Reading – Gatwick Airport            | North Downs Line Reading – Gatwick Airport            |
| Haltepunkt / Haltestelle |                                                    | Farnborough (Main)                                    | Farnborough (Main)                                    |
| Haltepunkt / Haltestelle |                                                    | Fleet                                                 | Fleet                                                 |
| Haltepunkt / Haltestelle |                                                    | Winchfield                                            | Winchfield                                            |
| Haltepunkt / Haltestelle |                                                    | Hook                                                  | Hook                                                  |
| Brücke über Wasserlauf |                                                    | Brücke über den Loddon                                | Brücke über den Loddon                                |
| Abzweig geradeaus und von rechts |                                                    | aus Reading                                           | aus Reading                                           |
| Bahnhof |                                                    | Basingstoke                                           | Basingstoke                                           |
| Abzweig geradeaus und nach rechts |                                                    | West of England Main Line nach Exeter – Plymouth      | West of England Main Line nach Exeter – Plymouth      |
| Tunnel |                                                    | Litchfield Tunnel, 181 m                              | Litchfield Tunnel, 181 m                              |
| Tunnel |                                                    | Popham Tunnel I, 242 m                                | Popham Tunnel I, 242 m                                |
| Tunnel |                                                    | Popham Tunnel II, 182 m                               | Popham Tunnel II, 182 m                               |
| Haltepunkt / Haltestelle |                                                    | Micheldever                                           | Micheldever                                           |
| Bahnhof |                                                    | Winchester                                            | Winchester                                            |
| Haltepunkt / Haltestelle |                                                    | Shawford                                              | Shawford                                              |
| Abzweig geradeaus und von rechts |                                                    | aus Romsey                                            | aus Romsey                                            |
| Bahnhof |                                                    | Fareham                                               | Fareham                                               |
| Abzweig geradeaus und nach links |                                                    | Eastway to Fareham Line nach Fareham (WCL/Portsmouth) | Eastway to Fareham Line nach Fareham (WCL/Portsmouth) |
| Bahnhof |                                                    | Southampton Airport Parkway                           | Southampton Airport Parkway                           |
| Haltepunkt / Haltestelle |                                                    | Swaythling                                            | Swaythling                                            |
| Abzweig geradeaus und von links |                                                    | West Coastway Line aus Brighton/Portsmouth            | West Coastway Line aus Brighton/Portsmouth            |
| Haltepunkt / Haltestelle |                                                    | St. Denys                                             | St. Denys                                             |
| Abzweig geradeaus und nach links · Strecke von rechts |                                                    |                                                       |                                                       |
| Abzweig geradeaus, ehemals nach links und ehemals von links · Abzweig geradeaus und ehemals von rechts |                                                    |                                                       |                                                       |
| Strecke · ehemaliger Haltepunkt / Haltestelle |                                                    | Northam                                               | Northam                                               |
| Strecke · ehemaliger Bahnhof |                                                    | Southampton Terminus                                  | Southampton Terminus                                  |
| Strecke · Kopfbahnhof Streckenende |                                                    | Southampton Docks                                     | Southampton Docks                                     |
| Tunnel |                                                    | Civic Centre Tunnel                                   | Civic Centre Tunnel                                   |
| Bahnhof |                                                    | Southampton Central                                   | Southampton Central                                   |
| Abzweig geradeaus und nach links · Betriebs-/Güterbahnhof Streckenende und quer |                                                    | Southampton Western Docks                             | Southampton Western Docks                             |
| Abzweig geradeaus und nach links · Strecke von rechts |                                                    |                                                       |                                                       |
| Strecke · Dienststation / Betriebs- oder Güterbahnhof |                                                    | Southampton Containerterminal                         | Southampton Containerterminal                         |
| Abzweig geradeaus und von links · Strecke nach rechts |                                                    |                                                       |                                                       |
| Haltepunkt / Haltestelle |                                                    | Redbridge                                             | Redbridge                                             |
| Abzweig geradeaus und nach rechts |                                                    | Wessex Main Line nach Romsey – Salisbury – Yeovil     | Wessex Main Line nach Romsey – Salisbury – Yeovil     |
| Brücke über Wasserlauf |                                                    | Brücke über den Test                                  | Brücke über den Test                                  |
| Haltepunkt / Haltestelle |                                                    | Totton                                                | Totton                                                |
| Abzweig geradeaus und nach links |                                                    | Bahnstrecke Totton–Fawley (Waterside Line)            | Bahnstrecke Totton–Fawley (Waterside Line)            |
| Haltepunkt / Haltestelle |                                                    | Ashurst New Forest                                    | Ashurst New Forest                                    |
| Haltepunkt / Haltestelle |                                                    | Beaulieu Road                                         | Beaulieu Road                                         |
| Bahnhof |                                                    | Brockenhurst                                          | Brockenhurst                                          |
| Abzweig geradeaus und nach links · Strecke von rechts |                                                    |                                                       |                                                       |
| Strecke · Haltepunkt / Haltestelle |                                                    | Battramsley                                           | Battramsley                                           |
| Strecke · Haltepunkt / Haltestelle |                                                    | Boldre                                                | Boldre                                                |
| Strecke · Haltepunkt / Haltestelle |                                                    | Buckland                                              | Buckland                                              |
| Strecke · Bahnhof |                                                    | Lymington                                             | Lymington                                             |
| Strecke · Brücke über Wasserlauf |                                                    | Lymington Bay                                         | Lymington Bay                                         |
| Strecke · Kopfbahnhof Streckenende |                                                    | Lymington Pier                                        | Lymington Pier                                        |
| Haltepunkt / Haltestelle |                                                    | Sway                                                  | Sway                                                  |
| Haltepunkt / Haltestelle |                                                    | New Milton                                            | New Milton                                            |
| Haltepunkt / Haltestelle |                                                    | Hinton Admiral                                        | Hinton Admiral                                        |
| Haltepunkt / Haltestelle |                                                    | Christchurch                                          | Christchurch                                          |
| Haltepunkt / Haltestelle |                                                    | Bournemouth Pokesdown                                 | Bournemouth Pokesdown                                 |
| ehemaliger Haltepunkt / Haltestelle |                                                    | Bournemouth Boscombe 1897–1965                        | Bournemouth Boscombe 1897–1965                        |
| Bahnhof |                                                    | Bournemouth                                           | Bournemouth                                           |
| ehemaliger Haltepunkt / Haltestelle |                                                    | Bournemouth Meyrick Park 1906–1917                    | Bournemouth Meyrick Park 1906–1917                    |
| Strecke · Kopfbahnhof Streckenanfang (Strecke außer Betrieb) |                                                    | Bournemouth West 1874–1965                            | Bournemouth West 1874–1965                            |
| Strecke · Betriebs-/Güterbahnhof Strecke bis hier außer Betrieb |                                                    | Bournemouth Depot                                     | Bournemouth Depot                                     |
| Abzweig geradeaus, ehemals nach links und von links · Strecke nach rechts |                                                    |                                                       |                                                       |
| Haltepunkt / Haltestelle |                                                    | Poole Branksome                                       | Poole Branksome                                       |
| Haltepunkt / Haltestelle |                                                    | Poole Parkstone                                       | Poole Parkstone                                       |
| Bahnhof |                                                    | Poole                                                 | Poole                                                 |
| Haltepunkt / Haltestelle |                                                    | Hamtworthy                                            | Hamtworthy                                            |
| Haltepunkt / Haltestelle |                                                    | Holton Heath                                          | Holton Heath                                          |
| Bahnhof |                                                    | Wareham                                               | Wareham                                               |
| Abzweig geradeaus und nach links |                                                    | zum Furzebrook Ölterminal und nach Swanage            | zum Furzebrook Ölterminal und nach Swanage            |
| Haltepunkt / Haltestelle |                                                    | Wool                                                  | Wool                                                  |
| Haltepunkt / Haltestelle |                                                    | Moreton                                               | Moreton                                               |
| Bahnhof |                                                    | Dorchester South                                      | Dorchester South                                      |
| Strecke von rechts · Strecke |                                                    | Great Western Line aus Yeovil                         | Great Western Line aus Yeovil                         |
| Bahnhof · Strecke |                                                    | Dorchester West                                       | Dorchester West                                       |
| Strecke nach links · Abzweig geradeaus und von rechts |                                                    | Dorchester Junction                                   | Dorchester Junction                                   |
| ehemaliger Haltepunkt / Haltestelle |                                                    | Winterborne Monkton & Came 1905–1957                  | Winterborne Monkton & Came 1905–1957                  |
| Tunnel |                                                    | Bincombe Tunnel                                       | Bincombe Tunnel                                       |
| ehemaliger Haltepunkt / Haltestelle |                                                    | Upwey Wishing Well 1905–1957                          | Upwey Wishing Well 1905–1957                          |
| ehemaliger Haltepunkt / Haltestelle |                                                    | Upwey (alter Bahnhof) 1871–1886                       | Upwey (alter Bahnhof) 1871–1886                       |
| Haltepunkt / Haltestelle |                                                    | Upwey (neuer Bahnhof)                                 | Upwey (neuer Bahnhof)                                 |
| ehemaliger Haltepunkt / Haltestelle |                                                    | Radipole 1905–1984                                    | Radipole 1905–1984                                    |
| Kopfbahnhof Streckenende |                                                    | Weymouth                                              | Weymouth                                              |

Die South Western Main Line ist eine Hauptbahnstrecke in England. Sie verbindet die Hauptstadt London mit dem südwestenglischen Weymouth. Bekannte Städte an der Strecke sind Woking, Winchester, Southampton, Bournemouth oder Poole.
Von der Infrastrukturgesellschaft Network Rail als South West Main Line bezeichnet, verfügt die Linie über mehrere für den Schienenverkehr wichtige Abzweigungen wie nach Reading, Guildford oder Portsmouth sowie die in Basingstoke abzweigende West of England Main Line, welche nach Exeter und Plymouth führt.

## Infrastruktur
Die Strecke ist auf der gesamten Länge zweigleisig ausgebaut, zwischen London Waterloo und Clapham Junction gar achtgleisig, der Abschnitt bis Basingstoke viergleisig.
Viele Abschnitte sind für eine Geschwindigkeit von 160 km/h ausgebaut.
Die Strecke (nicht die Abzweigungen) ist seit 1988 auf der gesamten Länge elektrifiziert. Zum Einsatz kam das seinerzeit im Raum London und Südengland übliche System mit 750 V Gleichstrom mit seitlicher Stromschiene. Als die Strecke 1967 von London bis Bournemouth elektrifiziert war, waren die Fahrgäste nach Weymouth gezwungen, umzusteigen.
Die Strecke ist wegen dichter Takte stark belastet. Daher kommt es oftmals zu Verspätungen.

## Geschichte
Die Idee einer Eisenbahn von London zur Südküste nahe Southampton kam erstmals 1831 auf. Diese Idee sah neben der Hauptstrecke noch eine Linie nach Bristol vor. Die Southampton, London & Branch Railway and Docks Company begann die Planung und den Bau der neuen Strecke.
Die gewählte Route nach Southampton führte an wichtigen Städten wie Guildford vorbei, sodass diese mit Zweiglinien angeschlossen wurden. Der Ast nach Bristol fiel Streichungen zum Opfer.
Zur selben Zeit plante die Great Western Railway den Bau einer Strecke London – Southampton via Bristol. Diese hatte den Vorteil, dass sie mehrere wichtige Städte anschloss, während die 1831 aufgetauchte Variante der Southampton Railway vorwiegend über das Land verkehrte. Die beiden Gesellschaften rivalisierten miteinander, so hatte die von der GWR eröffnete Bahnstrecke Reading – Basingstoke in Basingstoke einen anderen Bahnhof als derjenige an der Hauptstrecke.
Am 21. Mai 1838 eröffnete die Nachfolgegesellschaft der Southampton Railway, die London and South Western Railway, das erste Teilstück von London nach Woking. Der damalige Londoner Endbahnhof Nine Elms lag im Stadtviertel Battersea.
Am 24. September selben Jahres wurde Winchfield erreicht.
Der Südabschnitt von Southampton her wurde am 10. Juni 1839 mit der Vollendung der Strecke nach Winchester vollzogen, am selben Tag wurde aus Richtung Norden Basingstoke erreicht. Das fehlende Teilstück Basingstoke – Winchester wurde am 11. Mai 1840 eröffnet, die Verzögerung war auf den Bau des Litchfield-Tunnels zurückzuführen.
Zwischen 1845 und 1847 wurde die Verlängerung von Southampton nach Dorchester vollzogen, jedoch wurde vorerst das damalige Kleindorf Bournemouth links liegen gelassen. Erst nach dessen Entwicklung zum großen Seebad wurde eine Linie nach Bournemouth gebaut, die ursprüngliche stillgelegt.
1848 wurde die Verlängerung von Nine Elms zum heutigen Endbahnhof Waterloo in London gebaut. 1865 konnte die Eastleigh to Fareham Line Portsmouth angeschlossen werden.

## Betrieb
Die Züge wurden bis 2017 vorwiegend von der South West Trains (SWT) geführt, einige wenige auch von der CrossCountry (CC), welche nicht nach London, sondern nach Mittel- und Nordengland sowie nach Schottland verkehren.
Im Jahr 2017 übernahm die South Western Railway (SWR) den gesamten Betrieb ab London Waterloo von South West Trains.
- London Waterloo – Woking – Winchester – Southampton Airport Parkway – Southampton Central – Brockenhurst – Bournemouth – Hamworthy – Wareham – Dorchester South – Weymouth (SWR)
- London Waterloo – Clapham Junction – Basingstoke – Winchester–Southampton Airport Parkway – Southampton Central – Brockenhurst – New Milton – Christchurch – Bournemouth – Poole – Weymouth (SWR)
- London Waterloo – Clapham Junction – Basingstoke – Winchester – Southampton Airport Parkway – Southampton Central – Bournemouth – Poole
- London Waterloo – Woking – Basingstoke – Winchester – Eastleigh – Fareham – Portsmouth & Southsea – Portsmouth Harbour (SWR)
- London Waterloo – Clapham Junction – Woking – Exeter – Plymouth (SWR)
- Bournemouth – Brockenhurst – Southampton Central – Southampton Airport Parkway – Winchester – Basingstoke – Reading – Birmingham New Street – Manchester Piccadilly/Nottingham/Glasgow Central/Edinburgh Haymarket – Edinburgh Waverley (CC)
- London Waterloo – Basingstoke (SWR)
- London Waterloo – Alton (SWR)
- London Waterloo – London Vauxhall – Woking (SWR)
- London Waterloo – Hampton Court (SWR)
- Romsey – Eastleigh – Southampton Central – Salisbury (SWR)

## Route Utilisation Strategy
Besonders im Londoner Vorortverkehr werden dichte Takte gefahren. Dies veranlasste Network Rail im März 2006, eine Route Utilisation Strategy (Streckenbenutzungsstrategie) einzuführen.

### Übernahme von Waterloo International
Seit November 2007 und der Eröffnung des High Speed 1 fahren die Eurostar-Züge nicht mehr Waterloo International, sondern London St. Pancras an. Seither stand das Waterloo International-Terminal leer. Neben einem Umbau zu einem Einkaufszentrum wurde auch die Nutzung des fünfgleisigen Bahnhofs durch South West Trains für die Schnellzüge nach Weymouth debattiert. South West Trains begründete die Übernahme des Bahnhofsteils mit den oftmals großen Verspätungen auf der South Western Main Line, die mit einer Erhöhung der Gleiszahl in London Waterloo reduziert würde.
2018 wurde schließlich das verwaiste Eurostar-Terminal Waterloo International in London an die Windsor Line übergeben, um mehr Platz auf der Hauptstrecke zu schaffen.